# San Isidro, Salta
San Isidro är en ort i Argentina.   Den ligger i provinsen Salta, i den norra delen av landet, 1 500 km norr om huvudstaden Buenos Aires. San Isidro ligger 3 125 meter över havet och antalet invånare är 350.
Terrängen runt San Isidro är bergig österut, men västerut är den kuperad. Trakten runt San Isidro är nära nog obefolkad, med mindre än två invånare per kvadratkilometer.. Det finns inga andra samhällen i närheten. 
Omgivningarna runt San Isidro är i huvudsak ett öppet busklandskap.